# Aruba
Aruba (/əˈruːbə/ ə-ROO-bə; tiếng Hà Lan: [aːˈrubaː]) có tên chính thức là Quốc gia Aruba (tiếng Hà Lan: Land Aruba; Papiamento: Pais Aruba), là một lãnh thổ tự trị thuộc Vuơng quốc Hà Lan. Đảo nằm ở phía nam biển Caribbean, cách bán đảo Paraguaná ở phía bắc Venezuela 29 km (18 mi) và cách tây bắc đảo Curaçao 80 km (50mi). Năm 1986, Aruba trở thành lãnh thổ tự trị trong Vuơng quốc Hà Lan và có tên chính thức là Quốc gia Aruba.
Aruba có diện tích 179 km2 (69.1 sq mi). Aruba dài 32 km (20 mi) từ cực tây bắc tới  cực đông nam và có chiều ngang 10 km (6 mi) ở chiều rộng nhất. Aruba về mặt địa chất nằm ở thềm lục địa Nam Mỹ. Trái ngược với các quốc gia khác trong vùng Caribe, Aruba có khí hậu khô với địa hình khô hạn. Hình thái thời tiết ấm và nhiều nắng duy trì suốt cả năm.
Với dân số 108.207 người (chưa tính đến người nhập cư bất hợp pháp), Aruba có dân số chiếm 1/3 tổng dân số của các nước thuộc Vuơng quốc Hà Lan ở biển Caribe. Là một trong bốn thành viên của Vuơng quốc Hà Lan, bên cạnh Hà Lan, Curaçao và Sint Maarten, công dân Aruba được cấp quốc tịch Hà Lan. Aruba thiếu các cơ quan điều hành bên dưới, nhưng được chia làm tám vùng, với dân số tập trung chủ yếu ở khu vực thủ đô Oranjestad.